# Magnolia liliifera var. obovata
Variété
Statut CITES
Magnolia liliifera var. obovata est une variété de plantes à fleurs de l'espèce Magnolia liliifera et de la famille des Magnoliaceae.
C'est un arbre originaire d'Asie et d'Océanie (Chine, Inde, Bhoutan, Népal, Thaïlande, Indonésie et Malaisie).
Cette variété est en danger. Elle est par conséquent protégée.
Elle croît entre 800 et 1 500 mètres d'altitude. Ce sont des petits arbres qui ne dépassent pas 15 mètres de haut.

## Synonymes
- Talauma obovata Korth.
- Magnolia candollei var. obovata (Korth.) Noot.
- Talauma hodgsonii Hook.f. & Thomson
- Magnolia hodgsonii (Hook.f. & Thomson) H.Keng